# Ханс фон Бредов
Ханс фон Бредов (на немски: Hans von Bredow; * пр. 1572; † 1598) е благородник от род Бредов (днес в Бризеланг) в Бранденбург.
Той е малкият син на Якоб фон Бредов († 1560) и съпругата му Ингеборг фон дер Шуленбург († 2 февруари 1599), дъщеря на Ханс VIII фон дер Шуленбург († ок. 1537) и Анна фон Финеке († сл. 1568). Внук е на Антониус фон Бредов († 1531) и Доротея фон Крумензее († 1542). Роднина е на Йоахим фон Бредов († 1507), княжески епископ на Бранденбург (1485 – 1507).
Брат е на Хасо фон Бредов (1560 – 1610), Доротея фон Бредов (1548 – 1628) и на Барбара фон Бредов (1552 – 1603).
Ханс фон Бредов умира на ок. 26 години през 1598 г.

## Фамилия
Ханс фон Бредов се жени за Маргарета фон Арним († сл. 1621), дъщеря на Каспар II фон Арним († 1579) и Анна фон Трот (1541 – 1607). Те имат един син:
- Каспар фон Бредов († 14 май 1640), женен на 18 октомври 1608 г. в Пренцлау за Анна фон Арним (* ок. 1590), дъщеря на Бернд IV фон Арним (1542 – 1611) и София фон дер Шуленбург (1556 – 1605); родители на:
  - Агнес Доротея фон Бредов, омъжена за Якоб фон Залдерн (* ок. 1608; † 18 юни 1678), сродяват се с фамилията фон Бисмарк.